# Episodi di The Order (prima stagione)
La prima stagione della serie televisiva The Order è stata distribuita da Netflix il 7 marzo 2019 in tutti i territori coperti dal servizio.
| n. | Titolo originale               | Titolo italiano                 | Pubblicazione USA | Pubblicazione Italia |
| -- | ------------------------------ | ------------------------------- | ----------------- | -------------------- |
| 1  | Hell Week, Part 1              | Settimana infernale: Parte 1    | 7 marzo 2019      | 7 marzo 2019         |
| 2  | Hell Week, Part 2              | Settimana infernale: Parte 2    | 7 marzo 2019      | 7 marzo 2019         |
| 3  | Introduction To Ethics, Part 1 | Introduzione all'etica: Parte 1 | 7 marzo 2019      | 7 marzo 2019         |
| 4  | Introduction To Ethics, Part 2 | Introduzione all'etica: Parte 2 | 7 marzo 2019      | 7 marzo 2019         |
| 5  | Homecoming, Part 1             | Il ballo: Parte 1               | 7 marzo 2019      | 7 marzo 2019         |
| 6  | Homecoming, Part 2             | Il ballo: Parte 2               | 7 marzo 2019      | 7 marzo 2019         |
| 7  | Undeclared, Part 1             | Non dichiarato: Parte 1         | 7 marzo 2019      | 7 marzo 2019         |
| 8  | Undeclared, Part 2             | Non dichiarato: Parte 2         | 7 marzo 2019      | 7 marzo 2019         |
| 9  | Finals, Part 1                 | Alla fine: Parte 1              | 7 marzo 2019      | 7 marzo 2019         |
| 10 | Finals, Part 2                 | Alla fine: Parte 2              | 7 marzo 2019      | 7 marzo 2019         |